# オープンバンキング
オープンバンキング（英語: Open Banking）は、金融サービスにおいて銀行とサードパーティのサービス提供者の間でアプリケーションプログラミングインタフェース（API）を用いた金融データの共有を可能にする技術である。銀行は伝統的に、顧客の金融データを自行のクローズドなシステムの内部に留めてきた。オープンバンキングは顧客が自身の金融データを安全かつ電子的な方法で他の銀行、決済プロバイダーや金融機関、保険会社等その他の認証された金融企業に共有することを可能にする。
賛成派は、オープンバンキングが口座保有者により高度な透明性とデータのコントロール権限を与え、新たな金融サービスが提供されうると主張している。賛成派はまた、オープンバンキングが銀行及び金融セクターにおいて、競争、イノベーション、顧客サービスの質を向上させることを主眼に置いているとする。 一方で反対派は、オープンバンキングがセキュリティリスクを増大させ、顧客の搾取に繋がる可能性があると主張している。
2015年には欧州連合によって初のオープンバンキング規制が導入された。以降多くの国がオープンバンキングに関連する金融規制を施行している。

## 歴史
オープンバンキングの概念はヘンリー・チェスブロウによって提唱されたオープンイノベーション運動の一環として、2003年に初めて模索された。 2000年代前半のインターネットバンキングの登場とオンライン技術の発展がデータアクセスへの関心を後押しし、テクノロジー企業によるアカウントアグリゲーションの試みとして初めて具体化した。
GDPRのような規制やオープンデータ運動に代表されるように、2010年代にはオープンバンキングがデータ所有権に関する姿勢の変化にも関連付けられるようになった。 銀行はオープンバンキングの影響を受け、Banking as a Service技術によって金融サービスのプラットフォームへと変化した。
オープンバンキングに関する最初の規制は、欧州議会が2015年に可決した改正決済サービス指令（英語: Payment Services Directive）（PSD2）である。 本規制はオープンバンキングを利用した革新的なオンライン決済・モバイル決済の開発と利用の促進を狙ったものであった。 本規制は複数の新サービスを特定し、市場参加者の定義・義務を定めた。
本規制はフィンテック企業には歓迎されたが、銀行は技術上・安全上の理由や新たに生じる規制への懸念から、データの共有に対して概して消極的であった。2015年から2021年までの間に、複数の国が伝統的な銀行に顧客データへのAPIアクセスを許可することを義務付ける法規制を制定した。

## リスクと批判
オープンバンキングにおいて銀行はサードパーティのフィンテック企業にAPIを開放するため、セキュリティ上のリスクが伴う。ハッカーはサードパーティのアプリケーションを標的とすることができ、またその従業員には過剰なアクセス権限が付与される可能性がある。不正な攻撃者はフィッシング詐欺で銀行の顧客やサードパーティの企業を騙すことができる可能性もある。
オープンバンキングにはプライバシーの懸念もある。 攻撃的な市場慣行や、公開された金融データの分析に基づいて顧客がより高価な商品に勧誘されるリスクが存在する。
オープンバンキングは消費者に対して「デジタル・金融からの排除」をもたらすリスクがある。 イギリスの研究機関ファイナンシャル・インクルージョン・センターのミック・マカティアは、オープンバンキングの恩恵を受けるのはテクノロジーに関する知識が豊富な人々だけであり、低所得層の人々にとっては金融サービスからの排除に繋がりうると述べている。 同氏は、新しい形態のペイデイローンのほか、オンラインで利用者が開示したデータや個人情報の不適切な利用が消費者の不利益に繋がるとしている。

## 利用と規制

### アフリカ
ナイジェリアにおけるオープンバンキングは、同国の金融サービス産業のためのAPI標準を業界横断で策定したオープン・バンキング・ナイジェリアによって推進された。同イニシアチブは2017年6月に銀行家やフィンテックの専門家らによって結成され、国家のための汎用API標準の導入を提唱した。 ナイジェリアにおけるオープンバンキングはその後、2021年にナイジェリア中央銀行がオープンバンキング規制を導入したこと、続いて実務ガイドラインが公開されたことに伴い、当局の支援を受けた取り組みとなった。

### オーストラリア
オーストラリアにおけるオープンバンキングの取り組みは、2019年7月1日に財務省と競争・消費者委員会（英語: Australian Competition and Consumer Commission）の消費者データ権（CDR）プロジェクトの一部として始まった。 CDR法案はその後、2019年8月にオーストラリア議会によって可決された。
ニュージーランドの決済システムの監督を担うペイメントNZは2023年5月、主要銀行のオープンバンキングへの対応が2024年内に完了する見込みであると述べた。

### 欧州連合
欧州議会は2015年10月、改正決済サービス指令（英語: Payment Services Directive）（PSD2）を可決した。 この規制はオープンバンキングを通じた革新的なオンライン決済・モバイル決済の発展と利用を促すことに主眼を置いたものであった。 これにより複数の新サービスが登場し、市場参加者の定義や義務が明確化された。
2019年9月13日にPSD2が施行されてから2年後、欧州委員会は同指令のレビュー手続きを開始すると発表した。 欧州委員会は2021年10月18日、欧州銀行監督局に対して助言を要請した。 欧州銀行監督局は2022年6月23日にこれに応答した。 指令の改定は2022年第4四半期に予定されている。
欧州中央銀行の戦略的助言機関であるユーロ・リテール決済委員会（EPRB）は、SEPA（単一ユーロ決済圏）APIアクセス・スキームを発表した。 本イニシアチブは2019年5月31日、 2021年6月4日 にそれぞれ公開された2つのレポートによって解説された。さらなる作業のためのイニシアチブ移転と欧州決済委員会によるSEPA APIアクセス・スキームの実装に関する情報も公開されている。
提案されたスキームは参加事業者間の協働の原則と、APIや請求・支払いシステムの利用に基づいた特定のサービスの実装に関する標準手続きをそれぞれ定めるものであった。本スキームの検討の出発点は欧州の金融機関によって提供されるPSD2関連サービスであり、これらサービスはサードパーティ事業者に引き続き無償で提供される予定であった。 付加価値サービス、プレミアム・サービス、拡大サービスなどと呼ばれるその他のサービスについては、スキームで導入された規定に基づいて金融機関が収益化可能であるとされた。スキームが定めるこれらの規定と前提は欧州委員会の関連する総局で審議が行われることとされている。
ベルリン・グループは2020年10月26日、NextGenPSD2標準の策定に当たっていた従来のタスクフォースを置き換える形でベルリン・グループ・オープンファイナンスAPIフレームワークと呼ばれる新たなタスクフォースを創設した。 この新たなタスクフォースの作業は、金融機関との二者間合意や潜在的に登場する可能性のある新しい決済手段によってサードパーティの事業者が提供できるようになる付加価値サービスの標準化に焦点を当てたものである。
標準化イニシアチブの作業には以下が含まれる：
- NextGenPSD2 – ベルリン・グループによる、欧州全域を対象とする標準化イニシアチブ。[30]
- STET標準 – フランスの清算機関であるSTETが策定した本標準は、共同プロジェクトの一環としてベルリン・グループのNextGenPSD2に可能な限り似せて設計されている。[31]
- スロバキア・バンキングAPI – スロバキア国立銀行との協力のもとスロバキア銀行協会によって全面的に運営されている標準化プロジェクトであり、ドキュメントの形で公開されている。[32]
- PolishAPI – PolishAPI標準はサードパーティ事業者によって提供されるサービスニーズのためのインタフェースを、決済アカウント、すなわち域内市場向けの改正決済サービス指令（PSD2）で導入されたサービスを元に定めたものである。 この取り組みにはポーランド銀行協会、その加盟商業銀行と協同組織金融機関、サードパーティ事業者が参加している。[33]

### ラテンアメリカ
中央管理型電子インボイスの義務化はメキシコ、チリ、コロンビア等の国では比較的早期に実施され、それより遅れてブラジルも追随した。これにより、提供された会計データをオープンバンキングと同様の形で取得することが可能になった。
ブラジル中央銀行は、銀行及びフィンテック企業を含む金融機関に伝統的な金融サービス・金融商品に関する情報を利用可能とすることを義務付けるオープンバンキングモデルを発表した。  ブラジルが採用したこのモデルは、その事業の大規模性、国外活動の活発性、事業のハイリスク性が著しい企業・金融機関には対応が必須とされ、その他の金融機関の対応は任意とされた。 関連法制への対応にあたっての基本的な要求事項は、施行にあたっての第一フェーズとして、オープンバンキングに関するフレームワークが初めて公表されてからおよそ2年後にあたる2019年4月に公表された。 ブラジル中央銀行は、施行にあたって次のようにフェーズを定めている。
- フェーズ2: 顧客情報 (2021年7月) – 消費者は登録、口座における取引、カード、情報、クレジット取引に関する自身のデータを、任意のタイミングで任意の機関に共有する権利を得る。
- フェーズ3: 取引情報と決済指図 (2021年8月) – 顧客は金融機関によって共有されたチャンネルを通じ、新たな支払い手段やクレジットオファー等のサービスへのアクセスを得る。
- フェーズ4: その他の情報 (2021年12月) – 以降のフェーズには保険や年金、投資等のその他の商品が含まれる。

チリ政府は2020年下期、フィンテック規制法案とオープンバンキング標準の立案に向けた作業を行っていると発表した。 同国政府は銀行及びその他の金融機関の間での乗り換えを容易にすることを目的とした法案として、金融ポータビリティ法を起草した。 政府は、フィンテック企業の活動に適用される規制フレームワークを定めることと、企業間での安全なデータ共有を可能にするオープンファイナンスの仕組みを設けることを目的とした法律を2023年1月4日に制定した。
コロンビアはオープンバンキング推進のための任意参加のモデルを制定した。 この動きは、財務公債省の金融規制ユニット（URF）が掲げる、公共部門と民間セクターの対話を推進するとの方針に基づくものであった。
メキシコは、オープンバンキングを法制化したラテンアメリカで初の国家となった。 2018年3月9日には2018年フィンテック法(スペイン語: Ley para Regular las Instituciones de Tecnología Financiera)が連邦政府公報(DOF; スペイン語: Diario Oficial de la Federación)に掲載された。 同法76条は、他のインタフェースとの接続性とアクセスを確保するために標準化されたAPIが用意されなくてはならないと定めている。 これにより事実上、2300社以上の企業が情報共有の体制を整える必要に迫られた。 76条はまた、特定の情報が金融機関、資金移動業者、信用情報機関(SIC; スペイン語: Sociedades de Información Crediticia)、清算機関、金融テクノロジー企業によって共有される可能性があると定めている。 これらのデータは広く一般に提供される商品・サービスに関わるオープンデータ、事業運営に関わる統計的情報である集計データ、商品やサービスの利用に関わる取引データに分類される。
メキシコ中央銀行は2020年3月10日、通達2/2020を政府公報に掲載した。 通達2/2020は特にオープンバンキングに関する政令を定めるものであった。 金融市場における参加者はそれぞれ、APIを通じて情報を共有することを求められた。 この政令は信用情報機関と清算機関にのみ適用され、両業種の事業者は他の企業によるAPIの使用に関してメキシコ中銀から承認を得る必要があると定められた。 他方、信用情報機関と清算機関はメキシコ中銀から承認を受けた他の機関との間で、情報の共有に関する合意を結ぶよう求められた。 加えて、情報を相互に共有する機関の間で発生する手数料についても定義がなされた。 通達2/2020は、信用情報機関や清算機関がこれらの政令に違反した場合に中央銀行が課徴金を課すことができると定めている。 
オープンデータの共有に関する規則は、2020年6月に銀行やフィンテック企業を含む、銀行証券委員会に承認を受けた全ての金融企業に適用された。

### 英国
競争市場庁（CMA）は2016年8月、同国の大銀行9行（HSBC、バークレイズ、RBS、サンタンデール銀行、アイルランド銀行、アライド・アイリッシュ銀行、ダンスケ銀行、ロイズ、ネーションワイド）を対象として、ライセンスを取得したスタートアップ企業に対して取引記録を含む自行のデータへの直接アクセスを認めるよう定めた指令を公開した。 この指令は2018年1月13日に適用が開始され、情報共有標準とシステムの策定・運用を本指令の運用のために設立された非営利団体であるOpen Banking Limitedが担う一方、執行権限は競争市場庁に与えられた。 消費者保護については、口座情報と（PSD2指令に定められた）決済指図に関するものは金融行為規制機構（FCA）、その他データに関するものは情報コミッショナーオフィスの職責とされた。 競争市場庁の指令は前述の大銀行9行のみを対象とするもので、すべての決済口座プロバイダーに対してより広範に適用されるPSD2と並行して機能する。
2023年4月時点で、339社がオープンバンキングの枠組みでFCAの監督下にある。 その多くは家計管理を支援する金融アプリであるが、中にはオープンバンキングを口座にアクセスしての信用情報の確認・認証に活用する消費者信用企業なども見られる。
2021年3月、競争市場庁はオープンバンキングの今後の監督計画に関して意見公募を行った。 本意見公募では銀行・金融業の業界団体であるUK Financeによる提案が検討された。この提案は、オープンデータと決済市場の利用を進め、現在よりも大幅に多い金融機関のオープンバンキングに関するニーズに対応することのできる新たな組織（Future Entity）をOpen Banking Limitedに代わって設立するための青写真をステークホルダー間で取りまとめるというものであった。

### 米国
ジョー・バイデン大統領は2021年に大統領令を発出し、ドッド・フランク法1033条の制度化を開始する意向を政権として示した。 これは、米国におけるオープンバンキング実現の動きを支援する意図のもと行われたものであった。 2021年にはまた、オープンバンキングを提供する米Plaid社がプライバシーに関する消費者集団訴訟に直面し、5800万ドルで和解した。 消費者金融保護局（英語: Consumer Financial Protection Bureau）のRohit Chopra局長は2023年、ドッド・フランク法1033条のルールメイキングを開始した。

### 日本
日本では、2018年6月に銀行法が改正され、APIによる銀行と外部企業のシステム連携が可能になった。ただし2023年現在は全銀システムのフォーマットをベースとしたAPIの提供にとどまる銀行がほとんどであり、グローバル標準への対応で出遅れている点が問題視されている。